# Włodzimierz Paszyński
Włodzimierz Paszyński (ur. 31 października 1951 w Warszawie) – polski pedagog, polonista, publicysta, instruktor harcerski, wiceminister edukacji i sportu w latach 2001–2003, zastępca prezydenta m.st. Warszawy w latach 2006–2018.

## Życiorys
Syn Aleksandra Paszyńskiego. Ukończył VI Liceum Ogólnokształcące im. Tadeusza Reytana w Warszawie (1969). W latach 70. był instruktorem ZHP. Doszedł do rangi harcmistrza, kierując referatem zuchowym Hufca Warszawa Śródmieście im. Władimira Komarowa. W 1974 ukończył studia na Wydziale Polonistyki Uniwersytetu Warszawskiego. Był nauczycielem języka polskiego w VIII Liceum Ogólnokształcącym im. Władysława IV i drużynowym działającej tam 17 Warszawskiej Drużyny Harcerskiej. Ponadto pełnił m.in. funkcję zastępcy komendanta w Hufcu Praga Północ. W 1977 wszedł w skład Rady Naczelnej ZHP. Następnie pracował w XXXIX Liceum Ogólnokształcącym im. Ludowego Lotnictwa Polskiego.
W latach 80. należał do animatorów tzw. oświaty niezależnej, w okresie stanu wojennego redagował bezdebitowe pismo „Tu Teraz”. Współtworzył pierwszą w Polsce klasę autorską (w XXXIX LO w Warszawie) oraz I Społeczne LO przy ul. Bednarskiej.
W okresie 1990–1998 był stołecznym kuratorem oświaty, a w latach 2001–2003 podsekretarzem stanu w Ministerstwie Edukacji Narodowej i Sportu z rekomendacji Unii Pracy w rządzie Leszka Millera. Współpracował z Kancelarią Prezydenta RP, placówkami naukowo-badawczymi, organizacjami pozarządowymi i fundacjami.
Od 1999 był wykładowcą w Kolegium Nauczycielskim w Warszawie, a od 2004 nauczycielem w LXIII Liceum Ogólnokształcącym im. Lajosa Kossutha. Jest współautorem programów nauczania i podręczników do języka polskiego z cyklu Pamiętajcie o ogrodach.
5 grudnia 2006 został powołany na funkcję zastępcy prezydenta m.st. Warszawy do spraw edukacji, polityki społecznej, sportu i rekreacji oraz ochrony konserwatorskiej zabytków. Funkcję tę pełnił przez wszystkie trzy kadencje urzędowania prezydent Hanny Gronkiewicz-Waltz (tj. do 2018). Był też członkiem Kapituły do Spraw Profesorów Oświaty.
Ojciec trzech córek. W 2005 wyróżniony Czerwoną Kokardką.